# Aisheen
Pour plus de détails, voir Fiche technique et Distribution.
Aisheen (chroniques de Gaza) (Aisheen (still Alive in Gaza)) est un film documentaire de 2010 du cinéaste suisse Nicolas Wadimoff sur la Bande de Gaza. Le film a été tourné en février 2009, quelques semaines après la fin de la Guerre de Gaza de 2008-2009.

## Fiche technique
- Titre : Aisheen
- Réalisation : Nicolas Wadimoff
- Scénario : Nicolas Wadimoff et Béatrice Guelpa
- Musique : Darg Team
- Photographie : Franck Rabel
- Montage : Naima Bachiri et Karine Sudan
- Producteur exécutif : Joëlle Bertossa
- Montage : Naima Bachiri, Karine Sudan
- Photographie : Franck Rabel
- Pays :  Qatar,  Suisse et  Israël
- Langue : français
- Genre : Histoire
- Date de sortie :
- France : 26 mai 2010